# Apanteles alternatus
Apanteles alternatus är en stekelart som beskrevs av Papp 1973. Apanteles alternatus ingår i släktet Apanteles och familjen bracksteklar. Inga underarter finns listade i Catalogue of Life.